# Franco Tancredi
Franco Tancredi (Giulianova, 1955. január 10. –) olasz válogatott labdarúgókapus. Tagja az AS Roma hírességek csarnokának.

## Pályafutása

### Klubcsapatban
Pályafutását a Giulianovában kezdte (1972–74). Innen igazolt 1974-ben a Milanhoz, ahol egyetlen mérkőzésen sem védett. ezt követően egy évig a Rimini játékosa volt, majd 1977-ben leigazolta az AS Roma. Pályafutása nagy részét a fővárosi csapatnál töltötte. 1979 és 1990 között 288 mérkőzésen védett a Roma színeiben, mellyel 1983-ban bajnoki címet szerzett, és négyszer nyerte meg az olasz kupát. 1987-ben a San Siroban rendezett Milan elleni mérkőzésen egy hazai szurkoló petárdával dobta fejbe, melynek következtében egy kis időre leállt a légzése, de a mentősök gyors közbelépésének köszönhetően visszanyerte az eszméletét. Pályafutását 1991-ben fejezte be a Torino játékosaként.
Összesen 294 mérkőzésen lépett pályára a Serie A-ban. A Serie B-ben 28, az olasz kupában 58, az európai kupasorozatokban pedig 36 alkalommal szerepelt.

### A válogatottban
Tagja volt az 1984. évi nyári olimpiai játékokon részt vevő válogatott keretének, mellyel a negyedik helyen végeztek.
1984 és 1986 között 12 alkalommal szerepelt az olasz válogatottban. Részt vett az 1986-os világbajnokságon.

## Sikerei, díjai

### Játékosként
AS Roma
- Olasz bajnok (1): 1982–83
- Olasz kupa (4): 1979–80, 1980–81, 1983–84, 1985–86

Torino
- Közép-európai kupa (1): 1991

## Külső hivatkozások
- Franco Tancredi – a FIFA adatbázisában
- Franco Tancredi adatlapja a National-Football-Teams.com oldalon (angolul)

- Franco Tancredi (francia, angol nyelven). FootballDatabase.eu
- Franco Tancredi (angol nyelven). eu-football.info
- Franco Tancredi (olasz nyelven). figc.it, FIGC. [2015. április 14-i dátummal az eredetiből archiválva]. (Hozzáférés: 2018. július 20.)